# 松本俊夫
松本 俊夫（まつもと としお、1932年3月26日 - 2017年4月12日）は、日本の映画監督、映像作家、映画理論家。元日本映像学会会長。愛知県名古屋市出身。

## 略歴
- 1932年 - 名古屋市に生まれる。
- 1955年 - 東京大学文学部美学美術史学科を卒業。映画プロダクション「新理研映画」に入社し、アヴァンギャルドなドキュメンタリー映画を制作。
- 1959年 - 新理研映画を退社。以後も政治的・美学的に前衛であるドキュメンタリー映画を撮り続ける。
- 1969年 - 初の劇映画『薔薇の葬列』を監督。以降、長編劇映画を撮りながら、並行して実験的な短編映画を制作。
- 1980年 - 九州芸術工科大学及び同大学院教授に就任。
- 1985年 - 京都芸術短期大学教授に就任。
- 1991年 - 京都造形芸術大学及び同大学院教授に就任。
- 1999年 - 日本大学芸術学部研究所教授に就任。
- 2002年 - 日本大学大学院芸術学研究科客員教授に就任。
- 2012年 - 日本大学大学院芸術学研究科客員教授を定年退任。
- 2013年 - 第13回文化庁メディア芸術祭功労賞受賞[2]
- 2017年4月12日 - 腸閉塞により死去。85歳没[1]。

## 主な作品

### 短編映画
- 銀輪（1955年）12分
- 潜凾（1956年）20分
- 春を呼ぶ子ら（1959年）21分
- 300トン・トレーラー（1959年）26分
- 安保条約（1959年）18分
- 白い長い線の記録（1960年）12分
- 西陣（1961年）25分
- オリンピックを運ぶ（1964年）41分
- 母たち（1967年）37分
- 凧（1976年）27分

### 演劇
- 嘘もほんとも裏から見れば（1964年）劇団青俳

### ラジオドラマ
- 黒い長い影の記録（1962年）TBSラジオ

### テレビドラマ
- 傷だらけの夜（1962年）TBS

### テレビ番組
- 石の詩（1963年）TBS

### 劇映画
- 薔薇の葬列（1969年）105分
- 修羅（1971年）134分
- 十六歳の戦争（1973年）94分
- ドグラ・マグラ（1988年）109分

### 実験映画
- つぶれかかった右眼のために（1968年）
- マグネチック・スクランブル（1968年）
- イコンのためのプロジェクション（1969年）
- エクスタシス（1969年）
- メタスタシス 新陳代謝（1971年）
- モナ・リザ（1973年）
- アートマン（1975年）
- ホワイトホール（1979年）
- 気 Breathing（1980年）

## 著作
- 『映像の発見 - アヴァンギャルドとドキュメンタリー』清流出版、2005年。三一書房（1963年刊）の改訂版
  - ちくま学芸文庫、2024年（中条省平解説）
- 『表現の世界 - 芸術前衛たちとその思想』清流出版、2006年。三一書房（1967年刊）の改訂版
- 『映画の変革 - 芸術的ラジカリズムとは何か』三一書房、1972年。
- 『幻視の美学』フィルムアート社、1976年。
- 『映像の探究 - 制度・越境・記号生成』三一書房、1991年。
- 金子遊 編『逸脱の映像 - 拡張・変容・実験精神』月曜社、2013年。
- 阪本裕文 編『松本俊夫著作集成Ⅰ：一九五三─一九六五』森話社、2016年。